# Simulium antillarum
Simulium antillarum es una especie de insecto del género Simulium, familia Simuliidae, orden Diptera.
Fue descrita científicamente por Jennings, 1915.